# NGC 2503
NGC 2503 là một thiên hà xoắn ốc bị cô lập cách Trái đất khoảng 254 triệu năm ánh sáng trong chòm sao Cự Giải. Thiên hà này được phát hiện vào ngày 17 tháng 2 năm 1865 bởi nhà thiên văn học Albert Marth.